# 恩茨克勒斯特勒
恩茨克勒斯特勒是德国巴登-符腾堡州的一个市镇。总面积20.20平方公里，总人口1216人，其中男性575人，女性641人（2011年12月31日），人口密度60人/平方公里。